# Pyrale du maïs
Ostrinia nubilalis
Espèce
La Pyrale du maïs (Ostrinia nubilalis) est une espèce de lépidoptères de la famille des Crambidae.
Les chenilles de cette espèce sont connues pour attaquer les cultures de maïs, dont elles sont le principal ravageur, ainsi que d'autres plantes cultivées comme le tournesol, le houblon, le chanvre, les chrysanthèmes, la pomme de terre, etc. La lutte contre la Pyrale du maïs fait appel à des méthodes de lutte biologique en utilisant notamment les trichogrammes ou des parasitoïdes locaux (Macrocentrus grandi par exemple en Amérique du Nord), des méthodes de lutte chimique (actuellement les plus utilisées) et également des méthodes de lutte biotechnologique, avec le développement de maïs génétiquement modifié résistant à la Pyrale (maïs Bt).

## Description et cycle biologique
La Pyrale du maïs est un papillon de mœurs nocturnes, de 25 à 30 mm d'envergure. Les mâles ont des ailes ocre foncé à fines rayures sombres tandis que les femelles sont plus claires. La femelle pond à l'aisselle des feuilles par groupes de 15 à 20 œufs, une femelle pouvant pondre jusqu'à plusieurs centaines d'œufs. La mortalité depuis la ponte jusqu'à l'émergence de l'adulte est d'environ 80 à 90 %.
Le nombre annuel de générations dépend du climat. En France, il y a une ou deux générations par an selon que l'on se trouve dans le nord ou le sud. Certaines régions des États-Unis voient se succéder trois à quatre générations par an.
Dans le cas d'une génération par an, la ponte se fait en mai-juin. Les jeunes chenilles, écloses au bout de 15 jours, dévorent d'abord le parenchyme des feuilles, puis creusent des galeries dans la moelle de la tige, affaiblissant considérablement les plants. Les larves passent par cinq stades larvaires. Elles passent l'automne et l'hiver au cinquième stade larvaire en diapause dans les tiges et se transforment en nymphes au printemps suivant. Dans les zones plus chaudes, les deuxième, troisième voire quatrième générations se succèdent au printemps et en été sans passage par une étape de diapause.
Des biologistes de l'INRA pensent que cette pyrale s'est différenciée d'Ostrinia scapulalis (s'attaquant elle aux armoises) après l'introduction du maïs en Europe par Christophe Colomb il y a plus de 500 ans. Cette introduction a sélectionné un comportement de migration originale : les chenilles survivant à la moisson sont celles qui s'installent en bas des cannes de maïs en dessous de la ligne de fauche des moissonneuses-batteuses. Il s'agit donc d'un cas d'adaptation d'un animal à une pratique agricole.

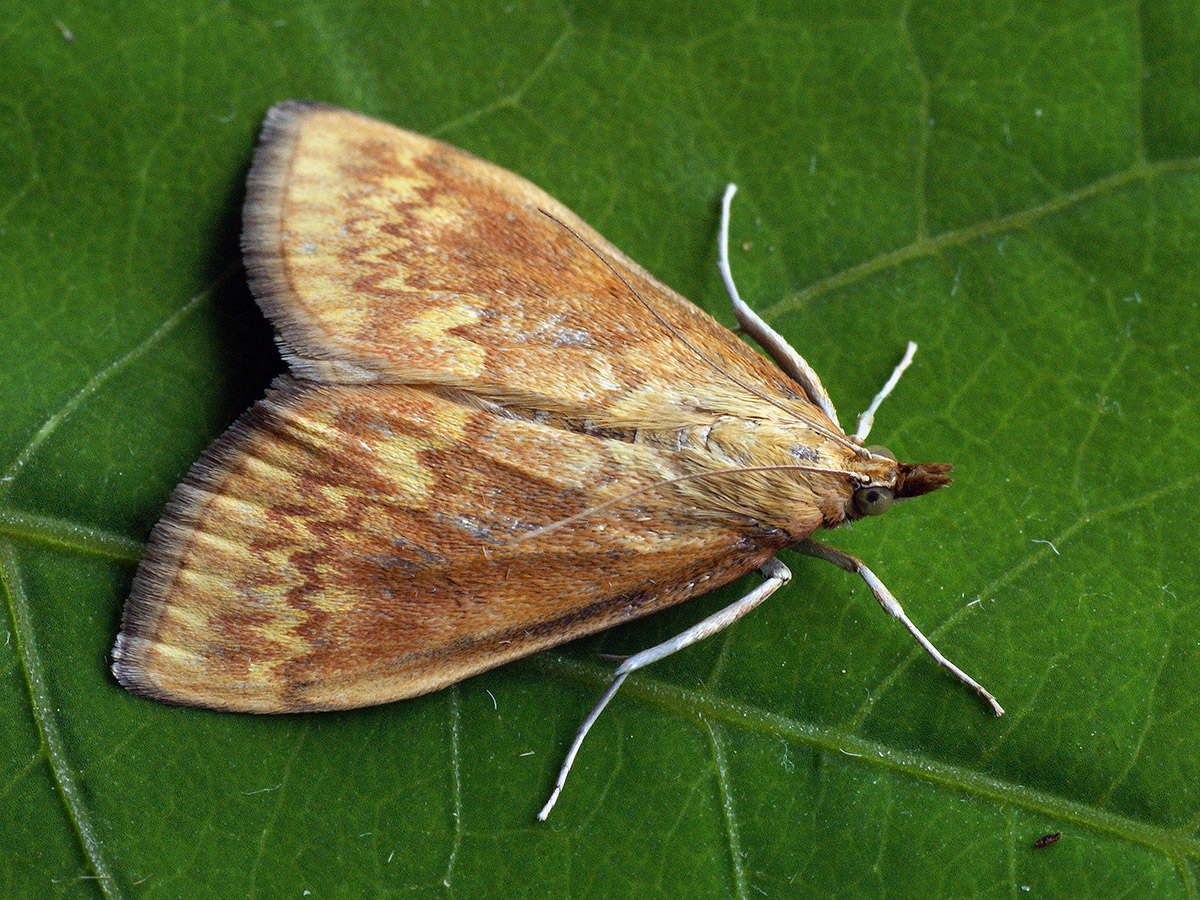
Imago vu de dessus.
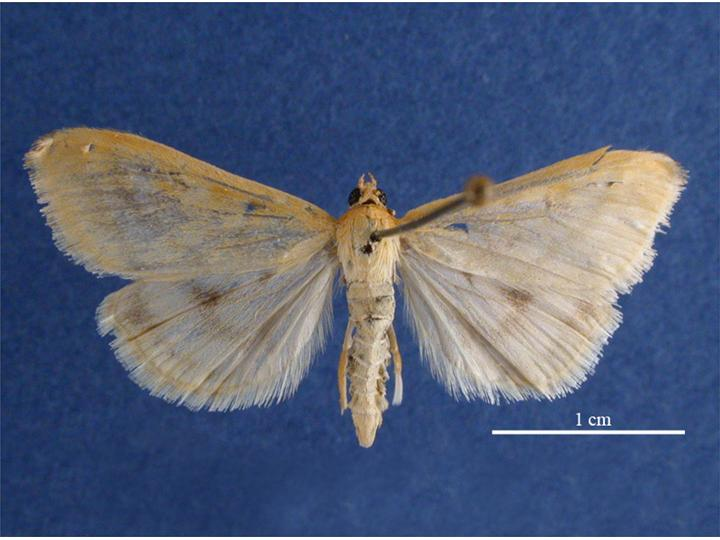
Imago femelle, vue dorsale.
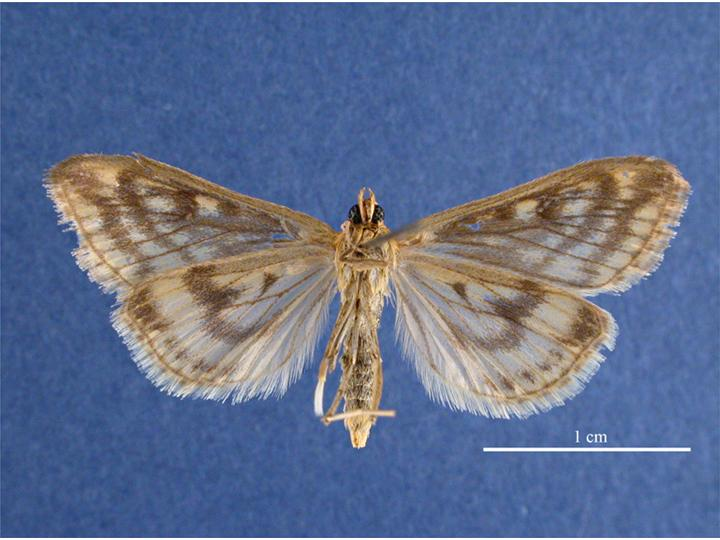
Imago femelle, vue ventrale.
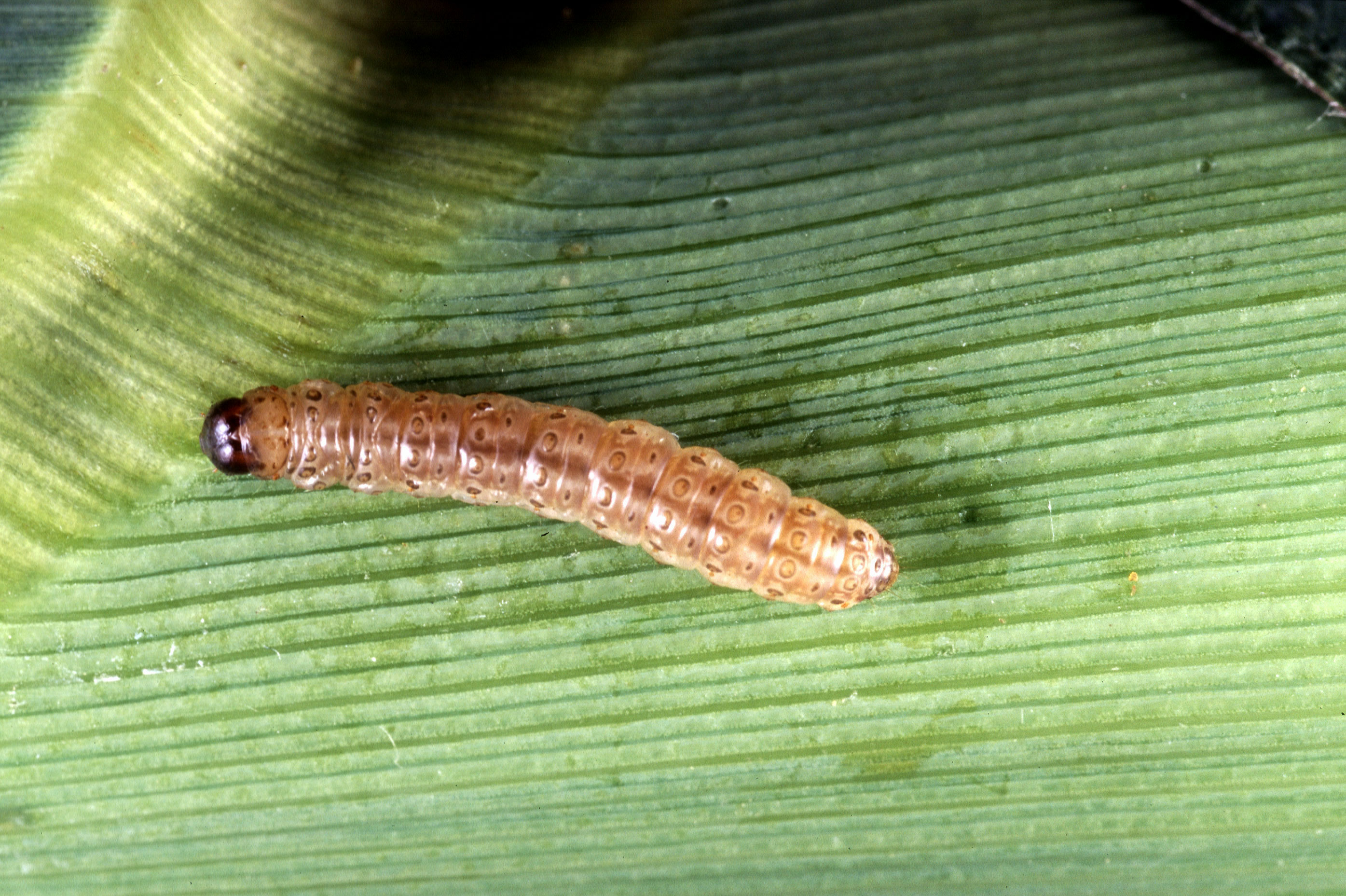
Chenille.

## Dégâts
Les symptômes d'une infestation de Pyrale en plantation de maïs sont la présence de petites perforations sur les feuilles (symptôme de première génération sur maïs jeune au stade cornet), la casse de la tige sous la panicule (fleurs mâles) ou au niveau du pied sur maïs développé, avec présence de galeries et le plus souvent dépôt d'une sciure. Les larves peuvent également attaquer directement les épis qui portent alors des signes de perforation et de la sciure au niveau des soies.
En s'alimentant de la moelle des tiges, les larves fragilisent les plantes qui deviennent plus sensibles à la verse, perturbent leur développement et favorisent l'infestation par des champignons tels les Fusarium.
Les dégâts sont donc directs (baisse du rendement, récolte plus difficile en raison de la verse) et indirects (incidence plus forte des fusarioses, elles-mêmes responsables de la présence de mycotoxines).
Sur les autres types de cultures, les symptômes restent la présence de tiges cassées avec galeries et amas de sciure. Sur le poivron, fréquemment attaqué, les larves s'introduisent dans les fruits, les rendant impropres à la commercialisation.
Aux États-Unis et au Canada, la Pyrale du maïs, introduite en Amérique du Nord dans les années 1900, est considérée depuis 1987 comme un ravageur des pommes de terre cultivées, en particulier à l’Île-du-Prince-Édouard, au Nouveau-Brunswick et en Nouvelle-Écosse. Les galeries creusées par les larves dans les tiges provoquent des baisses de rendement en tubercules soit directement, par cassure des tiges, soit indirectement en facilitant l'infestation par des agents pathogènes comme la jambe noire, Erwinia carotovora (var. atroseptica),.

## Moyens de lutte
Le recours à des moyens de lutte contre la Pyrale du maïs n'est pas systématique et dépend notamment :
- de la pression du ravageur, variable par exemple en fonction du nombre de générations du ravageur à venir
- de contraintes économiques associées au type de culture et aux options de lutte. Ainsi, la décision de traitement sur des maïs à faible valeur ajoutée (maïs destinés à l'alimentation animale par exemple) ne se justifie que rarement alors que pour des maïs de forte valeur ajoutée (maïs semences, maïs destinés à l'alimentation humaine), les traitements sont rapidement rentables et donc plus fréquents.

Les techniques de luttes sont diverses. On distingue principalement :
- Les techniques culturales, consistant à broyer et enfouir les résidus de récolte pour empêcher l'hivernage des larves.
- La lutte chimique, fondée sur l'usage d'insecticides de synthèse, surtout des pyréthrinoïdes.
- La lutte biologique, fondée sur l'utilisation de micro-organismes pathogènes ou de parasites/prédateurs. Dans la première catégorie se trouvent des bactéries (Bacillus thuringiensis), des champignons (Beauveria bassiana) et des nématodes qui sont commercialisés sous diverses appellations. L'application de ces traitements diffère de l'application des traitements chimiques classiques.

Dans la seconde catégorie, se trouve principalement un insecte parasitoïde minuscule, le trichogramme, de l'ordre des hyménoptères. Les trichogrammes femelles pondent dans les œufs de pyrale et leurs larves se développent à l'intérieur en tuant leur hôte. La technique consiste donc à accrocher des capsules libérant de grandes quantités de trichogrammes adultes pour « tuer dans l'œuf » la génération à venir du ravageur. Cette technique mise au point dans les années 1970-80 donne aujourd'hui des résultats aussi satisfaisants que les traitements chimiques en matière d'efficacité ; elle reste cependant plus contraignante pour l'application.
Des parasitoïdes natifs, tels Macrocentrus grandii en Amérique du Nord, sont des ennemis naturels de la Pyrale. Leur efficacité peut être favorisée par la conservation de plantes qui en nourrissent les adultes.
- La lutte bio-technologique. Récente dans l'arsenal contre le ravageur, cette technique consiste à utiliser des variétés de maïs génétiquement modifiées pour résister au ravageur. En l'état actuel, ces modifications génétiques sont limitées à l'incorporation dans le génome du végétal d'une information génétique d'origine bactérienne, induisant la production par la plante d'une protéine toxique pour l'insecte.

Des variétés de maïs transgéniques résistants à la Pyrale ont été mises au point par des entreprises privées, et sont autorisées et cultivées aux États-Unis depuis 1996. Elles ont été adoptées sur plus de 134 millions d'hectares en 2005 dans 25 pays. Le 8 février 1998, la France a autorisé les cultures de maïs Bt (MON810) et cette variété a été inscrite, une première pour un OGM, au catalogue officiel des espèces et variétés, décision annulée provisoirement en septembre de la même année par le Conseil d'État, puis rétablie en octobre 2000.
En France, l'interdiction de telles variétés de maïs par les différents gouvernements (malgré les annulations du conseil d'État) fait que cette technique de lutte n'est pas utilisée.
La Pyrale peut développer à terme des résistances au maïs MON810, à l'instar d'autres insectes. La réglementation américaine préconise donc de mélanger les semences OGM avec des semences classiques (20 %) ou d'alterner des parcelles de maïs conventionnel avec des parcelles de maïs Bt. Ces recommandations reprennent les principes d'une stratégie dite « haute dose / zone refuge » formulée pour éviter ou retarder la diffusion de gènes de résistance récessifs. Cette stratégie est fondée sur le postulat que dans une situation de proximité des populations sensibles (pyrales issues des zones refuges constituées par le maïs conventionnel non Bt) et des populations résistantes (éventuellement issues du maïs Bt) les rares individus résistants ont une probabilité élevée de s'accoupler avec des individus sensibles. Dans ce cas, la descendance hybride est de phénotype sensible en raison du caractère récessif de la résistance et donc sera éliminée si elle tente de se développer sur le maïs Bt.
Cependant, de récents travaux, dont de l'INRA ont montré que les adultes de pyrale se déplacent peu durant la période précédant l'accouplement ou peuvent pondre à proximité de leur lieu d'émergence sans rejoindre les zones refuges pouvant être aux États-Unis légalement situées jusqu'à 800 m du champ. Ces données remettent en question cette méthode de lutte contre la résistance dans le cas de la Pyrale puisque la proximité physique des parcelles Bt et non-Bt ne serait pas une garantie suffisante du brassage génétique entre individus sensibles et résistants. « ces données indiquent que la stratégie HDR telle qu’elle est actuellement appliquée n’est pas forcément optimale et, plus généralement, qu’il est illusoire d’espérer définir une stratégie universellement adaptée » concluaient en 2007 Ambroise Dalecky et al..
Il convient également de souligner que le pourcentage de surface vouée à la zone refuge – 25 % de la surface totale et aucun traitement appliqué – ne correspond pas aux préconisations qui avaient été fournies par les organismes scientifiques consultés, mais à une décision administrative américaine ; laquelle a été retranscrite telle quelle en Europe.

## Liste des sous-espèces
Selon Catalogue of Life (21 janv. 2013) :
- Ostrinia nubilalis mauretanica Mutuura & Munroe, 1970
- Ostrinia nubilalis persica Mutuura & Munroe, 1970